# Nagysebességű vasúti közlekedés Ausztriában

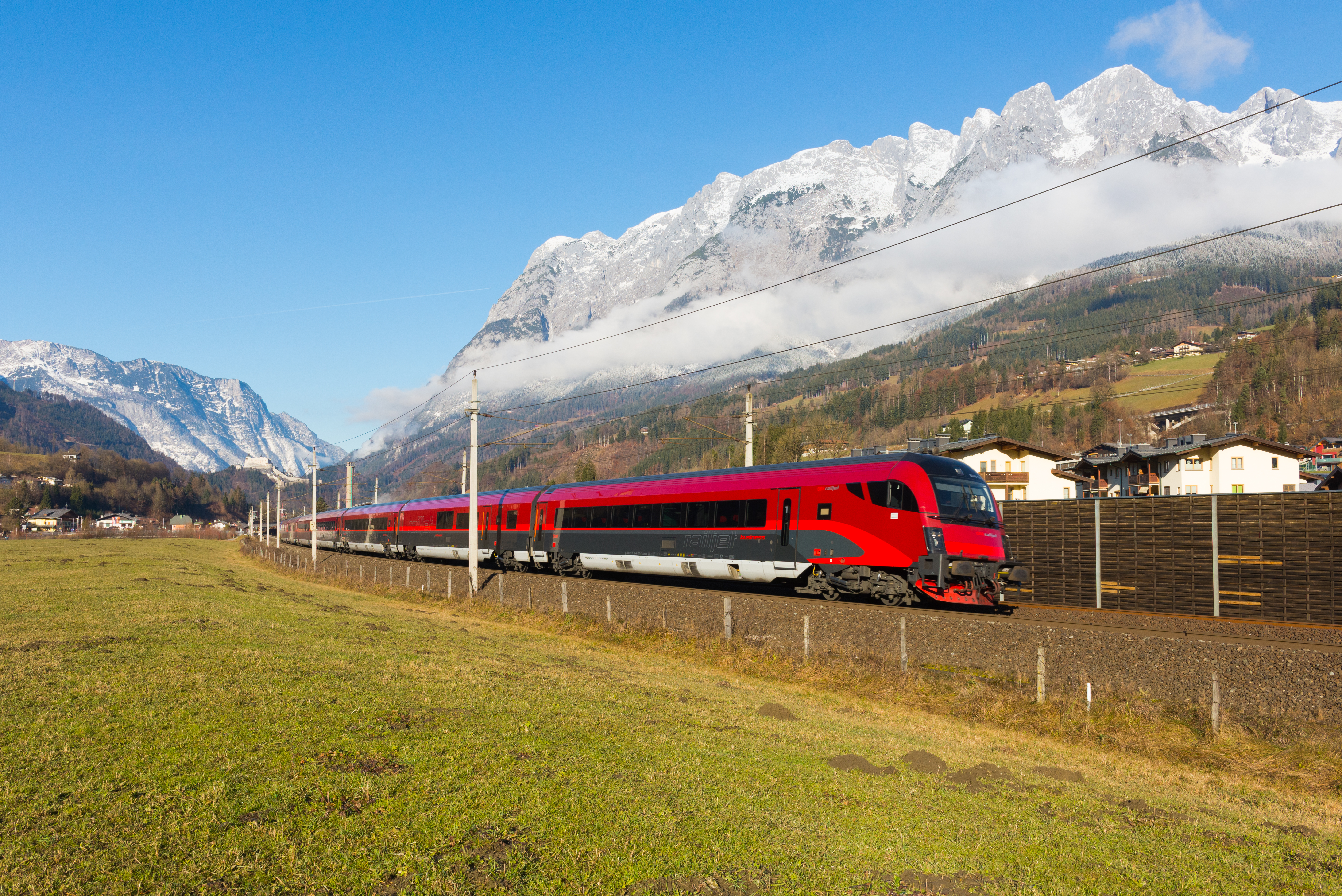
ÖBB Railjet vonat Pfarrwerfen közelében a Salzburg-Tirol-vasútvonalon

Ausztriában elsősorban a főváros, Bécs és Salzburg közötti Westbahn vonalat korszerűsítik. A legtöbb új szakaszon a legnagyobb tervezési sebesség folyamatosan 250 km/h.
A német és osztrák ICE-vonatok maximális sebessége 230 km/h, akárcsak a 2008-ban bevezetett osztrák mozdonyvontatású ingavonatoké (lásd bővebben: railjet). Az Attnang-Puchheim és Salzburg közötti szakasz nem volt része az elmúlt évtizedek hatalmas beruházásainak. Ezért az ÖBB új nagysebességű vasútvonalat tervez Köstendorf és Salzburg között. A tervek szerint a távolsági és tehervonatok egy 21,3 km hosszú új pályán fognak közlekedni, amelyet 250 km/h maximális sebességre terveztek. Ez az új infrastruktúra lehetővé tenné a regionális vonatok számának jelentős növelését a meglévő pályákon, és az új alagutak használatával a távolsági járatok menetidejének csökkentését. Az építési munkálatok várhatóan 2025/2026-ban kezdődnek.
Az építés alatt álló 56 km-es Brenner-bázisalagút akár 250 km/h sebességet is lehetővé tesz majd. A befejezés várható éve 2032. Az Új Alsó-Inn-völgyi vasútvonal első szakaszát 2012 decemberében nyitották meg a leendő Brenner-bázisalagutat és Dél-Németországot összekötő vonal korszerűsítésének részeként, amelyet két vágányról négy vágányra és 250 km/h tervezési sebességre fejlesztenek. A szakasz egyben a Berlin–Palermo vasúti tengely része is.
A Koralmbahn, a második Osztrák Köztársaság első teljesen új vasútvonala 2006 óta épül. Ez egy 33 km hosszú új alagutat (Koralmtunnel) foglal magában, amely Klagenfurt és Graz városokat köti össze. Elsősorban intermodális teherszállításra épült, de akár 250 km/h sebességgel közlekedő személyvonatok is használhatják majd. A Klagenfurt és Graz közötti utazási idő három óráról egy órára csökken. A Koralmbahn várhatóan 2025-re lesz üzemképes. A Déli Vasút másik fontos projektje a Semmering-bázisalagút. Az új alagút Alsó-Ausztria és Stájerország tartományokat köti össze, és a meglévő Semmeringi vasúthoz képest hatalmas utazási időcsökkenést tesz lehetővé. Az új bázisalagút 2028-ban válik üzemképessé.

## Hálózat

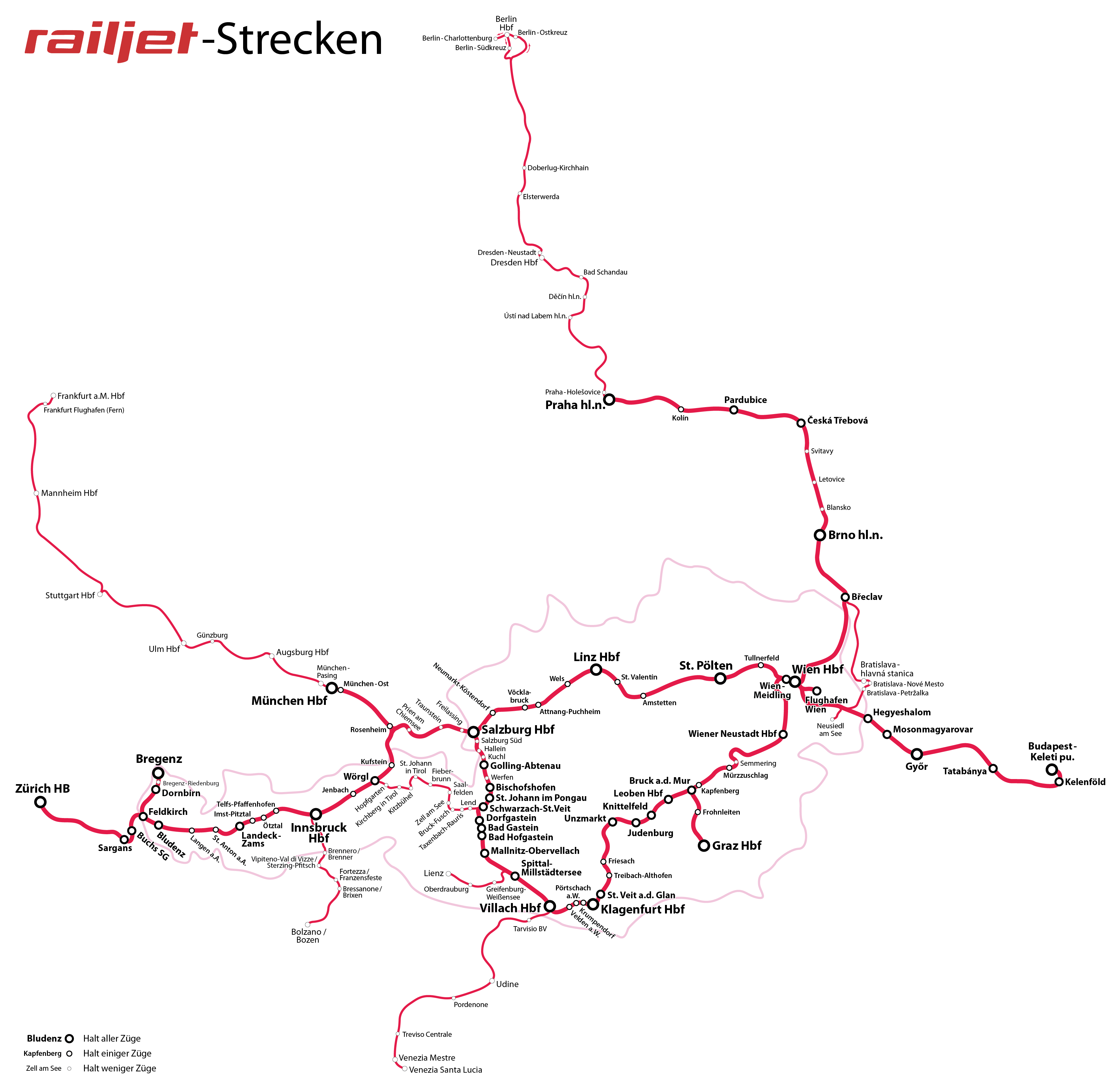
Railjet útvonalak 2020 júniusában

| Vonal                                                                                 | Sebesség                     | Hosszúság | Építkezés kezdete     | Forgalomba helyezve                           |
| ------------------------------------------------------------------------------------- | ---------------------------- | --------- | --------------------- | --------------------------------------------- |
| Westbahn (Bécs - Attnang-Puchheim)                                                    | 200/230 km/h (szakaszonként) | 243 km    | Ismeretlen (korábban) | 1990 (Linz - Wels) és 2016 (Ybbs - Amstetten) |
| Új Alsó-Inn-völgyi vasútvonal (Kundl - Baumkirchen)                                   | 220 km/h                     | 40,236 km | Ismeretlen (korábban) | 2012. december 9.                             |
| Marchegger Ostbahn (felújított vonal Bécs Stadlau - szlovák határ között)             | 200 km/h                     | 38 km     | Ismeretlen (korábban) | 2022 (tervezett)                              |
| Pottendorfer Linie (felújított és új vonal Bécs Inzersdorf Ort - Wr. Neustadt között) | 200 km/h                     | 47 km     | Ismeretlen (korábban) | 2023 (tervezett)                              |
| Koralmbahn (Graz - Klagenfurt)                                                        | 250 km/h                     | 125 km    | 2001                  | 2025 (tervezett)                              |
| Semmering-bázisalagút (Gloggnitz - Mürzzuschlag)                                      | 230 km/h                     | 27,3 km   | 2012                  | 2030 (tervezett)                              |
| Brenner-bázisalagút és az ausztriai csatlakozás (Volders-Baumkirchen - olasz határ)   | 250 km/h                     | 46 km     | 2006 nyár             | 2032 (tervezett)                              |
| Nordbahn (felújított vonal Gänserndorf - Břeclav, Csehország között)                  | 200 km/h                     | 47 km     | 2024 (tervezett)      | 2030 (tervezett)                              |
| Westbahn (új vonal Köstendorf - Salzburg)                                             | 250 km/h                     | 21.3 km   | 2025/2026 (tervezett) | 2040 (tervezett)                              |
| Új Alsó-Inn-völgyi vasútvonal (Kundl - Brannenburg, Németország)                      | 230 km/h                     | 25 km     | ismeretlen            | ismeretlen                                    |